# Bretagne inférieure
Ne doit pas être confondu avec Basse-Bretagne.

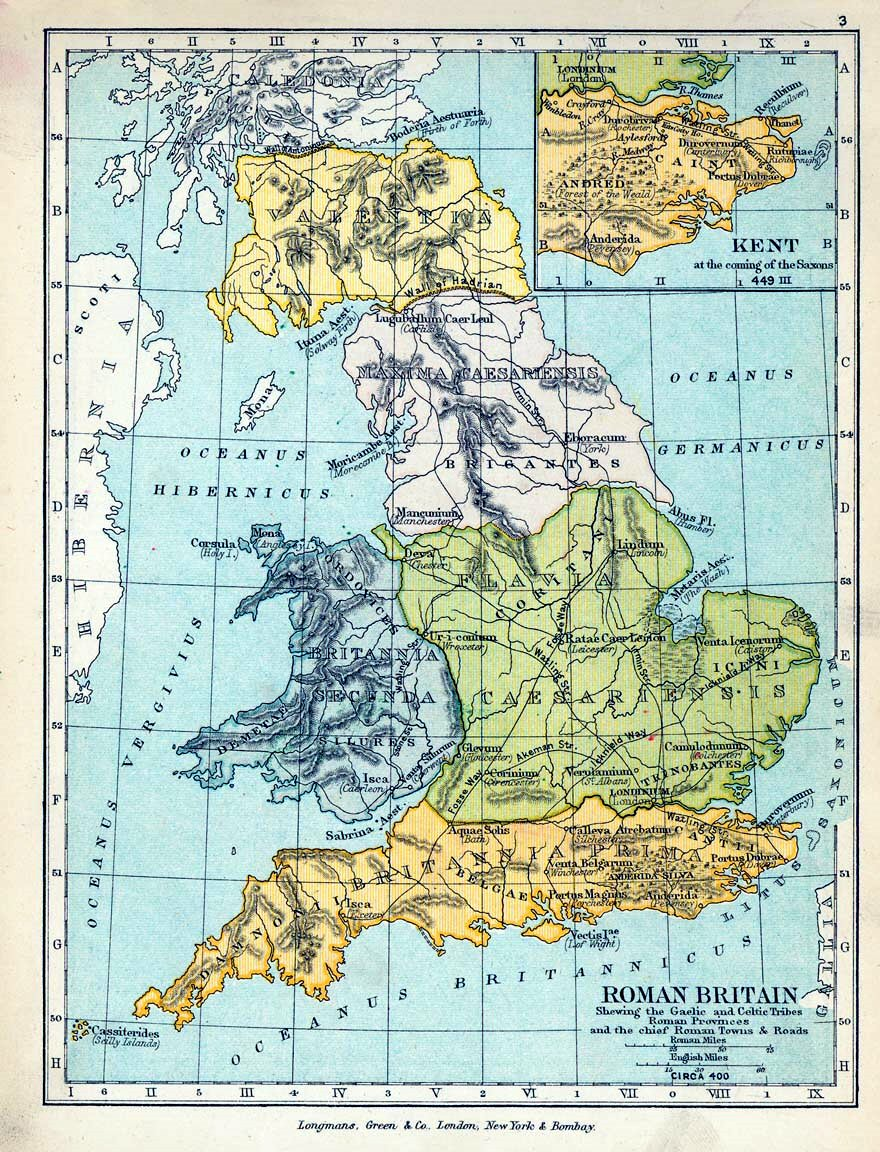
Carte scolaire de Charles Colbeck (1905) : la Bretagne en 400 ; en vert la Flavia Caesariensis, en bleu la Bretagne seconde

La Bretagne inférieure (Britannia Inferior en latin) était une subdivision de la province romaine de Bretagne créée vers 211-220 par l'empereur Caracalla, fils de Septime Sévère.
Située dans le nord de l'Angleterre actuelle, elle était gouvernée depuis la ville d'Eboracum (actuelle York) par un légat d'Auguste propréteur à la tête d'une légion.
Cette subdivision de la Bretagne est opérée pour répartir le commandement des légions de Bretagne, auparavant de trois légions sous commandement unique, ce dont avait profité Clodius Albinus, compétiteur de Septime Sévère entre 193 et 197.
Cette subdivision disparut lors des réformes dioclétiennes de 296-297 pour donner naissance aux provinces de Bretagne seconde (Britannia Secunda) et Flavie Césarienne (Flavia Caesariensis).